# Wolfsburg

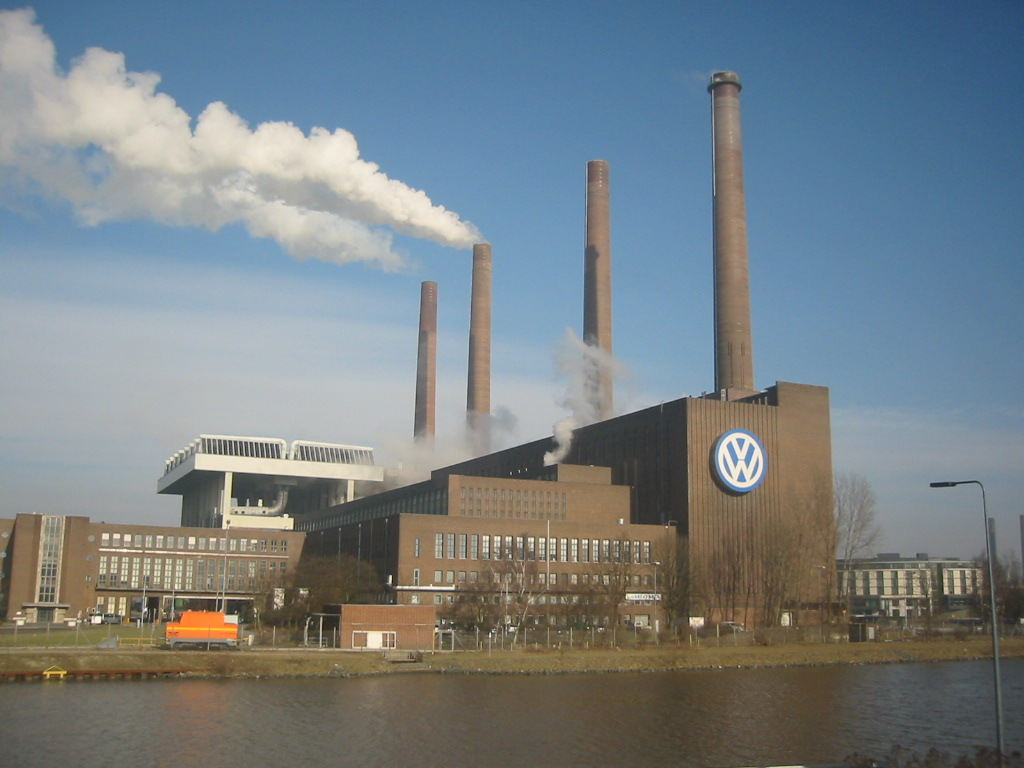
Zakłady Volkswagena w Wolfsburgu

Wolfsburg – miasto na prawach powiatu w środkowych Niemczech w kraju związkowym Dolna Saksonia, na wschód od Hanoweru i na północ od Brunszwiku. Ośrodek przemysłu samochodowego – zakłady Volkswagena.

## Historia
Wolfsburg jako duże miasto przemysłowe powstał w czasach niemieckiego narodowego socjalizmu. Pierwszą nazwą miasta była nazwa Stadt des KdF Wagens – Wolfsburg. Termin KdF jest skrótem od nazistowskiego ruchu Kraft durch Freude (pol. Siła poprzez radość). Termin KdF połączony z terminem Wagen (pol. samochód) oznacza Garbusa.
Fabryka samochodów w Wolfsburgu została przez nazistów tak zaplanowana, by mogła się błyskawicznie przestawić na produkcję zbrojeniową, także „Garbusa” w wersji wojskowej, jako tzw. Kübelwagen. Po II wojnie światowej leżący w brytyjskiej strefie okupacyjnej Stadt des KdF Wagens – Wolfsburg stał się Wolfsburgiem.
Produkcja Garbusów ruszyła pod kontrolą Brytyjczyków. Na początku lat 70. Wolfsburg, poprzez konflikt paliwowy na Bliskim Wschodzie, został dotknięty kryzysem bezrobocia. Miasto powiększyło się o tereny sąsiednich miejscowości, w tym miast Fallersleben i Vorsfelde, stając się po raz pierwszy miastem stutysięcznym.

## Zabytki i atrakcje turystyczne
- Zamek Wolfsburg – pierwsza wzmianka historyczna o zamku (warowni) Wolfsburg pochodzi z roku 1302. Tak nazwano siedzibę rodu szlacheckiego von Bartensleben.
- Autostadt – 42-hektarowy teren o charakterze parkowym, po 2 latach budowy oddano go do użytku w roku 2000. Jest to muzeum samochodów wszystkich marek koncernu Volkswagen, ponadto można w tym miejscu osobiście odebrać wcześniej zamówiony samochód oraz wziąć udział w różnych imprezach rozrywkowych czy kulturalnych.
- Muzeum samochodów marki Volkswagen,
- Phaeno,
- Planetarium Wolfsburg,
- Muzeum Sztuki Kunstmuseum Wolfsburg.

## Transport
Miasto leży na trasie kolei dużych prędkości ICE (Hanower – Berlin), przy autostradzie A39 i nad ważną drogą wodną Mittellandkanal – Kanałem Śródlądowym umożliwiającym bezpośrednie połączenie miasta z systemem wodnym Łaby i Odry.

## Sport

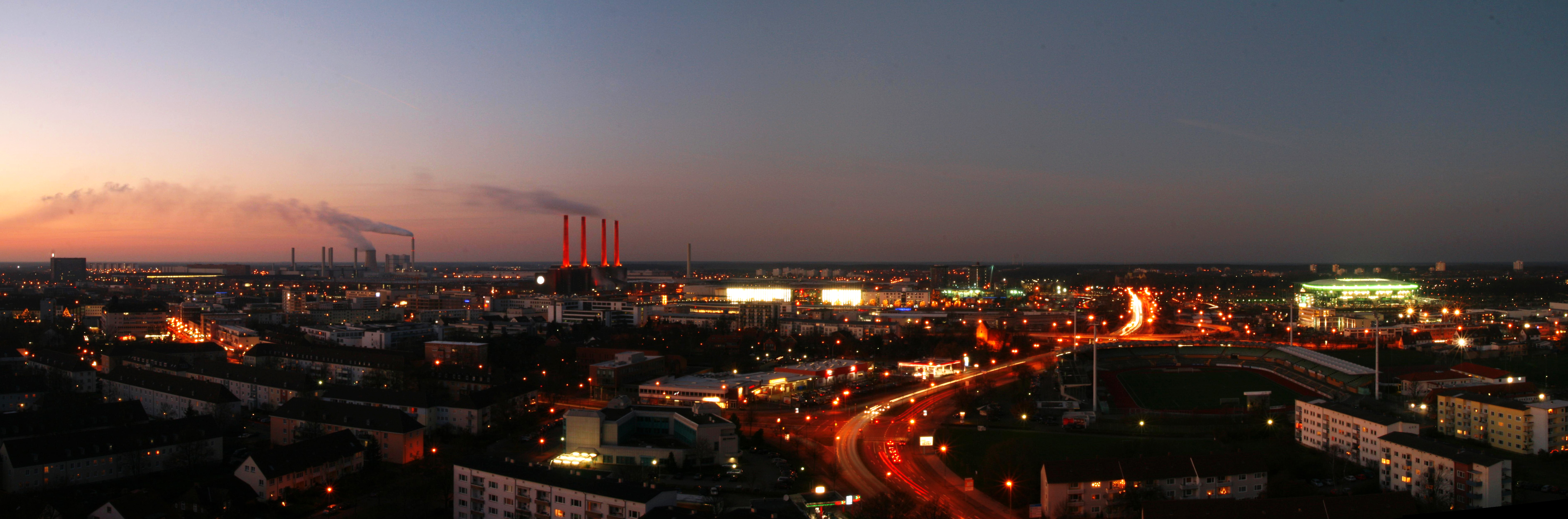
Panorama Wolfsburga z Schillerteich-Center. W głębi czerwone kominy fabryki Volkswagena, a po prawej widok na stadion VfL Wolfsburg – Volkswagen Arena

Miasto jest siedzibą klubu piłkarskiego VfL Wolfsburg oraz klubu hokejowego Grizzly Adams Wolfsburg.

## Polskie akcenty
W czasie II wojny światowej w Wolfsburgu pracowały tysiące polskich pracowników przymusowych (niem. Zwangsarbeiter). Wielu z nich jest pochowanych na cmentarzu w Wolfsburgu. W okolicach miasta KdF znajdowało się przedszkole i żłobek przyzakładowy dla dzieci pracownic przymusowych (śmiertelność dzieci i niemowlaków sięgała tu 90%). Na cmentarzu dla dzieci przeważają nazwiska (często tylko imiona) o polskim brzmieniu.
Po wojnie pierwszymi Polakami byli tu dipisi niezgadzający się na powrót do Polski pod rządami komunistycznymi. Niektórzy z nich znaleźli zatrudnienie w znajdującej się pod zarządem Brytyjczyków fabryce samochodów.

## Współpraca
- Polska: Bielsko-Biała
- Chiny (ChRL): Changchun, Jiading
- Saksonia-Anhalt: Halberstadt
- Wielka Brytania: Luton
- Francja: Marignane
- Włochy: prowincja Pesaro e Urbino
- Bośnia i Hercegowina: Sarajewo
- Rosja: Togliatti
- Japonia: Toyohashi